# Tessa Leuwsha
Evelyne Theresa (Tessa) Leuwsha (Ámsterdam, 1 de noviembre de 1967) es una escritora neerlando-surinamesa. 

## Biografía
Tessa nació en Ámsterdam, su padre era afrosurinamesa y su madre era neerlandesa. Luego de completar su colegio secundario tomó un curso de gestión de turismo y estudió inglés, complementando su interés por la literatura y poesía inglesa y norteamericana. Por varios años Leuwsha trabajó en agencias de turismo, visitando numerosos países. En 1997 colaboró en la preparación de la primera edición de la Guía de Viaje de Surinam(publicada por Elmar), que actualmente revisada y ampliada aparece bajo el título de "Guía Mundial de Surinam". En 1996 se estableció como periodista independiente fijando con su base en Surinam, escribiendo numerosos artículos, columnas y críticas de libros en varias publicaciones, además de ayudar a su actual pareja en establecer una compañía de turismo. 
Tessa Leuwsha además de su trabajo literario desarrolla tareas en la embajada de los Países Bajos en Paramaribo, donde dan servicios sociales a detenidos. Ella también preside la Fundación Surinam para la lectura y escritura que promueve el conocimiento de la literatura entre la juventud. Mediante el proyecto "Theater Sign," un colaboración con la Fundación Boekids de La Haya, que ofrece talleres de escritura para jóvenes. Uno de los hitos es la puesta en escena de una obra de teatro por los jóvenes de Surinam con parlamentos en sranan tongo y neerlandés. 
Leuwsha ha participado en varios festivales literarios internacionales, incluido el "Festival de Noches Invernales" en La Haya. 

## Obra
Su primera historia publicada titulada ‘Voor William’  fue distinguida con el premio estímulo Kwakoe Literatuurprijs. 
Leuwsha debutó en el 2005 con la novela De Parbo-blues (publicadopor Augustus), en la cual una joven de Surinam para ayudar a su padre excéntrico a teñirse el cabello. De Parbo-blues fue muy bien recibida por la prensa, siendo finalista en la categoría de Premio Debutante en el 2006 y del Vrouw&Kultuur Debuutprijs 2006, y figuró en la Lista de los Diez Libros del 2007 del Ministerio de Asuntos Internacionales. 
La verhaal 'Nieuwe huid' (Nueva piel) formó parte de la antología Waarover we niet moeten praten (2007). Mientras que 'Bantaskine' apareció en Kill your darlings (2008). 
En el 2009 publicó la novela Solo, een liefde, sobre los esfuerzos de dos jóvenes de Surinam en alcanzar sus metas, en contra de sus antecedentes familiares. La historia transcurre principalmente en el distrito de Coronie en Surinam.